# Titularbistum Eanach Dúin
Eanach Dúin (neu-ir. Eanach Dhúin, engl.Annaghdown) ist ein Titularbistum der römisch-katholischen Kirche. 
Es geht zurück auf einen untergegangenen Bischofssitz, der in der irischen Provinz Connaught lag und der Kirchenprovinz Tuam zugeordnet war.
| Titularbischöfe von Eanach Dúin |                                                       |                                             |                 |                   |
| Nr.                             | Name                                                  | Amt                                         | von             | bis               |
| 1                               | Gerald Mahon MHM                                      | Weihbischof in Westminster (Großbritannien) | 24. April 1970  | 29. Januar 1992   |
| 2                               | John Jerome Cunneen                                   | Weihbischof in Christchurch (Neuseeland)    | 6. Oktober 1992 | 15. Dezember 1995 |
| 3                               | Michael Aidan Courtney Titularerzbischof pro hac vice | Apostolischer Nuntius in Burundi            | 18. August 2000 | 29. Dezember 2003 |
| 4                               | Octavio Cisneros                                      | Weihbischof in Brooklyn (USA)               | 6. Juni 2006    |                   |